# Cantón de Sedán-Oeste
El cantón de Sedán-Oeste era una división administrativa francesa, que estaba situada en el departamento de Ardenas y la región de Champaña-Ardenas.

## Composición
El cantón estaba formado por once comunas, más una fracción de la comuna que le daba su nombre:
- Bosseval-et-Briancourt
- Chéhéry
- Cheveuges
- Donchery
- Noyers-Pont-Maugis
- Saint-Aignan
- Saint-Menges
- Sedán (fracción)
- Thelonne
- Villers-sur-Bar
- Vrigne-aux-Bois
- Wadelincourt

## Supresión del cantón de Sedán-Oeste
En aplicación del Decreto n.º 2014-203 de 21 de febrero de 2014, el cantón de Sedán-Oeste fue suprimido el 22 de marzo de 2015 y sus 12 comunas pasaron a formar parte, once del nuevo cantón de Sedán-1 y una del nuevo cantón de Sedán-2.